# Dryinus

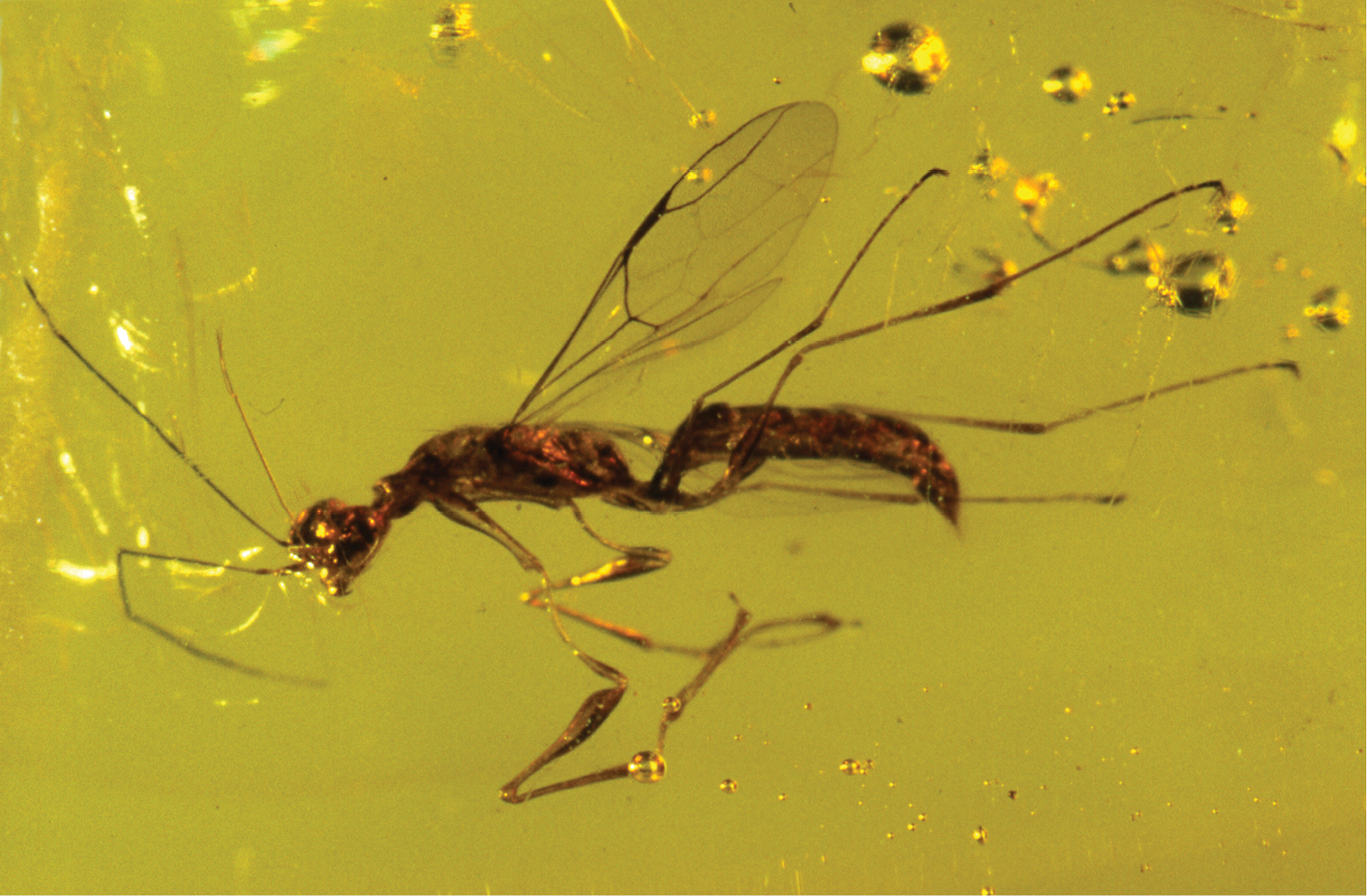
Ископаемый вид Dryinus grimaldii

Dryinus (лат.) — род мелких ос из семейства Dryinidae.

## Описание
Мелкие хризидоидные осы. Нижнечелюстные щупики состоят из 6, а нижнегубные — из 3 члеников. У самок на передних лапках есть клешня для удерживания цикадок семейств Dictyopharidae, Cixiidae, Flatidae, Issidae, Ricaniidae, Delphacidae, Fulgoridae в тот момент, когда они их временно парализуют и откладывают свои яйца.
К крупнейшим дриинидам  относятся виды Dryinus harpax (имеет длину 10—13 мм), 11 мм у Dryinus cerdani (11 мм); до 10 мм Dryinus kimseyae, Dryinus snellingi, Dryinus striatus, Dryinus surinamensis.
Самки крылатые; формула щупиков 6/3; жвалы с 1—4 зубцами; первый членик усиков длиннее второго; бугорок переднеспинки достигает или не достигает тегулы; переднее крыло с 3 замкнутыми ячейками (C, R, 1Cu); клешня с рудиментарным коготком; протарзомер 5 менее вдвое уже ширины клешни; увеличенная клешня равна или короче передней голени enlarged; формула голенных шпор 1/1/2, реже 1/1/1. Самцы крылатые; жвалы с 1-3 зубцами; формула щупиков 6/3; эпикнемиум развит и заметен, так как боковые части проторакса не сплошные с мезоплеврой; мезостернум сливается с мезоплеврой и не выделяется; переднее крыло с 3 замкнутыми ячейками (C, R, 1Cu); перамеры без дорсального выступа; формула голенных шпор 1/1/2.

## Распространение
Встречаются всесветно. Для СССР указывался 1 вид. В Неотропике 89 видов.
По данным каталога перепончатокрылых России (2017) в мире более 293 видов, в Палеарктике 11 (24), в России 2 вида.

## Систематика
293 вида (крупнейший род семейства Dryinidae).
Самки Dryinus были разделены для удобства (Olmi 1993; Olmi et al. 2019) на четыре группы по следующим признакам: группа 1: увеличенная клешня не редуцирована, намного длиннее аролиума, с одним субапикальным зубцом, никогда с одной широкой апикальной пластинкой; нотаули, по крайней мере частично, присутствуют; группа 2: увеличенная клешня не редуцирована, намного длиннее аролия, с одним субвершинным зубцом, никогда с одной широкой апикальной пластинкой; нотаули отсутствуют; группа 3: увеличенная клешня не редуцирована, намного длиннее аролиума, без субвершинного зубца или как минимум с двумя субвершинными зубцами; редко только с одним субапикальным зубом, тогда с одной очень широкой апикальной пластинкой-ламеллой; группа 4: увеличенная клешня сильно редуцирована, примерно такой же длины или немного длиннее, чем аролиум. Группа 4 представлена только в Неарктике и Неотропике.
- Dryinus albrechti (Olmi, 1984)
- Dryinus balearicus Olmi, 1987
- Dryinus berlandi (Bernard, 1935)
- Dryinus browni Ashmead, 1905
- Dryinus canariensis (Ceballos, 1927)
- Dryinus chenae Xu, Olmi & He, 2007
- Dryinus collaris (Linnaeus, 1767)typus
- Dryinus corsicus Marshall, 1874
- Dryinus dayi (Olmi, 1984)
- Dryinus georgianus Speranza et al., 2019[3]
- Dryinus gryps (Reinhard, 1863)
- Dryinus ibericus (Olmi, 1990)
- Dryinus indianus (Olmi, 1984)
- Dryinus lesianus Olmi, 2021[10]
- Dryinus maroccanus (Olmi, 1984)
- Dryinus niger Kieffer, 1904
- Dryinus sanderi Olmi, 1984
- Dryinus stantoni Ashmead, 1904
- Dryinus tamaricicola Rakhshani & Olmi, 2016 — Иран[7]
- Dryinus tarraconensis Marshall, 1818 — Европа, Россия, Средняя Азия
- Dryinus tussaci Olmi, 1989
- Другие виды

## Палеонтология
Около 30 ископаемых видов.
- †Dryinus acutifrons Martynova et al., 2020 (Бирманский янтарь)[12]
- †Dryinus alamellatus Olmi and Guglielmino, 2011 (Доминиканский янтарь)[14]
- †Dryinus arakanesis Martynova et al., 2020 (Бирманский янтарь)[12]
- †Dryinus balticus  (Olmi, 1984) (Скандинавский янтарь)
- †Dryinus bruesi  (Olmi, 1984) (Балтийский янтарь, Скандинавский янтарь)
- †Dryinus bamar Martynova et al., 2020 (Бирманский янтарь)[12]
- †Dryinus brachytarsis Martynova et al., 2020 (Бирманский янтарь)[12]
- †Dryinus burmensis Martynova et al., 2020 (Бирманский янтарь)[12]
- †Dryinus chin Martynova et al., 2020 (Бирманский янтарь)[12]
- †Dryinus grimaldii Olmi, 1995 (Доминиканский янтарь)[18]
- †Dryinus janzeni Olmi, 2000 (Балтийский янтарь, Ровенский янтарь)[19]
- †Dryinus katyae Martynova et al., 2020 (Бирманский янтарь)[12]
- †Dryinus laminatus Martynova et al., 2020 (Бирманский янтарь)[12]
- †Dryinus latitarsis Martynova et al., 2020 (Бирманский янтарь)[12]
- †Dryinus mortuorum  (Brues, 1933)  (Балтийский янтарь)[20]
- †Dryinus muenchi  Olmi & Bechly, 2001 (Балтийский янтарь)[16]
- †Dryinus nadezhdae Martynova et al., 2020 (Бирманский янтарь)[12]
- †Dryinus palaeodominicanus Currado and Olmi, 1983 (Доминиканский янтарь)[21]
- †Dryinus palaeomexicanus Olmi, 1995 (Мексиканский янтарь)[18]
- †Dryinus parisei Martynova et al., 2020 (Бирманский янтарь)[12]
- †Dryinus poinari Olmi M., 1998 (Доминиканский янтарь)[22]
- †Dryinus priscus Olmi, 1998 (Доминиканский янтарь)[23]
- †Dryinus pristinus Olmi, 1998 (Доминиканский янтарь)[23]
- †Dryinus rasnitsyni Olmi & Guglielmino, 2011 (Доминиканский янтарь)
- †Dryinus reifi  Olmi & Bechly, 2001 (Балтийский янтарь)[16]
- †Dryinus taron Martynova et al., 2020 (Бирманский янтарь)[12]
- †Dryinus velteni  Olmi, 2011 (Балтийский янтарь)
- †Dryinus vetus  (Brues, 1933) (Балтийский янтарь)
- †Dryinus wunderlichi  Olmi & Bechly, 2001 (Балтийский янтарь)[16]
- Другие виды